# Tribus Confederades de la Comunitat de Grand Ronde d'Oregon
Les Tribus Confederades Tribes de la Comunitat Grand Ronde d'Oregon (CTGR) està formada per 27 tribus d'amerindis dels Estats Units amb llargs llaços històrics a l'actual Oregon Occidental entre la frontera occidental de la costa d'Oregon i la frontera oriental de Cascade Range, i a la frontera septentrional de Washington sud-oest, i la frontera meridional del Nord de Califòrnia. La comunitat té una reserva índia d'11.040 acres (45 km²), la reserva índia de Grand Ronde, situada als comtats de Yamhill i Polk.

## Membres de la confederació
Les tribus que foren traslladades a Grand Ronde són:
- Chasta (o shasta; de bandes de les nacions shasta de l'actual Oregon i Califòrnia)
- Shasta costa (tribu del sud d'Oregon de parla atapascana)
- Kalapuyes (yamel (yamhill), Mary's river, winfelly (mohawk), atfalati (tualatin), yoncalla (kommema), ahanyichuk, santiam)
- Molales (Banda Santiam i Molala)
- Rogue River[1] (Històricament un nom erroni que aplegava takelmes, alts umpqua i tribus atapascanes)
- Klickitats
- Chinook (Thomas Band Chinook, Williams Band Chinook, banda Wal-la-lah de Tumwaters, Johns Band Chinook, Clackamas Chinook [Oregon City])
- Tillamooks (salmon river, nehalem, nestucka)
- Francocanadencs (iroquesos)

## Tractats que afecten la CTGR
- Tractat amb els Chasta, etc., 1854
- Tractat amb els Kalapuya, etc., 1855
- Tractat amb els Molala, 1855
- Tractat amb els Rogue River, 1853
- Tractat amb els Rogue River, 1854
- Tractat amb els Umpqua i Kalapuya, 1854

## Economia
Des del 1996, les tribus reben la major part del seu pressupost del Spirit Mountain Casino a Grand Ronde i de l'explotació de la fusta. La tribu s'oposa als plans de les Tribus Confederades de Warm Springs de construir un casino fora de la reserv a Cascade Locks, Oregon, i gastà uns 800.000$ en les primàries per al governador d'Oregon.

## Esdeveniments culturals de la CTGR
Cada juliol els membres de la tribu viatgen a la ciutat de Nova York, a veure Tomanowos, una persona del cel que va caure com a meteorit i que ara és exhibit al Centro Rose per a la Terra i l'Espai del Museu Americà d'Història Natural.

## Llengües tribals
Històricament la tribu tenia persones de 27 idiomes diferents. Els membres d'aquestes tribus podien parlar molts idiomes a causa de la proximitat de moltes tribus diferents. Oregon va tenir una de les regions amb major diversitat lingüística del món. Però a la reserva la majoria van començar a comunicar-se usant chinook jargon, la llengua comercial. El chinook jargon va ser àmpliament parlat a tot el nord-oest entre les tribus i els nouvinguts a la regió. A la reserva Grand Ronde el chinook jargon va esdevenir un crioll, una primera llengua en la majoria de les llars nadiues. Aquesta llengua ha persistit al llarg de la història de la tribu i per mitjà de l'era de la terminació (1954-1983), quan totes les altres llengües tribals es van extingir al Grand Ronde.
En la dècada de 1970 els ancians de Grand Ronde van començar a ensenyar classes de chinook jargon en la comunitat. En la dècada de 1990 les restaurades tribus confederades de Grand Ronde van començar un programa de llengua. El chinook jargon va ser reinventat com a chinook wawa (parla chinook). El programa d'immersió de la tribu Grand Ronde és ara un de la mitja dotzena de programes d'immersió lingüística nadiua als Estats Units que produeix parlants. Aquest programa comença a les classes preescolars (Lilu) i continua a la llar d'infants. El programa d'immersió desenvoluppa un programa de grau d'ensenyament bàsic. Això haura de crear parlants de la llengua que l'ajudin sobreviure.